# زلزال جنوب اليونان 2006

موقع الهزة الأرضية

يوم الأحد 8 يناير 2006 ضرب زلزال قوي جنوب اليونان، وذلك بتوقيت 11:34:52 (UTC)، بقوة مقدارها 6. 7 على مقياس ريختر. تم تقدير العمق بما يقارب 38 كيلومتر.
أثر الزلزال في مصر وصقلية وعمان ولكن لم تحدث أية إصابات أو خسائر في هذه المناطق.
- مقدار: 6.7
- موقع: 36.250°شمال، 23.498°شرق
- عمق: 37.7 كيلومتر (23.4 ميل)
- منطقة: جنوب اليونان
- المسافات
- 95 كيلومتر (60 ميل) شمال شمال غرب من Chania، كريت، اليونان
- 150 كيلومتر (95 ميل) جنوب شرق من كالاماتا، اليونان
- 185 كيلومتر (115 ميل) شمال غرب من Iraklion، كريت، اليونان
- 195 كيلومتر (120 ميل) جنوب أثينا، اليونان
- نسبة الخطأ
- الأفقي +/- 6.5 كيلومتر (4.0 ميل)
- عمق +/- 10.5 كيلومتر (6.5 ميل)
- معاملات القياس:
- Nst=192
- Nph=192
- Dmin=677.2 km
- Rmss=0.94 sec
- Gp= 54°
- M-type=moment magnitude (Mw)
- Version=6